# عجيب غريب (مسلسل)
عجيب غريب، مسلسل كوميدي إماراتي أنتج عام 2009، وهو من إخراج عارف الطويل.

## القصة
تدور الاحداث في إطار كوميدي حول عائلة مكونة من الأب والأم وعدد من الأولاد مع جدتهم، يعمل الأب في سوق الأسهم بعد أن تقاعد لكنه يخسر أمواله ومنزله ومزرعته نتيجة الأزمة الاقتصادية العالمية، مما يضطره إلى أن يسكن في شقة في إحدى البنايات، ويتعرض لمشاكل كثيرة ومتنوعة.

## الممثلون
- أحمد الجسمي بدور غريب
- ملاك الخالدي بدور ميثة
- رزيقة الطارش بدور ضبابة
- آلاء شاكر بدور آمنة
- مروة راتب بدور مريم
- أمل محمد بدور ميرة
- خلف الاحبابي بدور سبران
- جمعة علي بدور جمعة
- موسى البقيشي بدور عبيد
- سعيد بتيجا بدور سهيل
- مرعي الحليان بدور عباس
- صوغة بدور غولي
- منصور الفيلي بدور رضا (أخو عباس)
- مسعد الطنباري بدور عطيه
- نصر حماد بدور الدكتور حوده